# Stinsen på Lyckås
Stinsen på Lyckås är en svensk komedifilm från 1942 i regi av Emil A. Lingheim. I rollerna ses bland andra Edvard Persson, Barbro Kollberg och Jullan Kindahl.
Manus skrevs av Henry Richter och dialogen skrevs av Kar de Mumma. Alvar Kraft var kompositör, Harald Berglund fotograf och Lingheim klippare. Inspelningen ägde rum mellan den 28 juli och 20 november 1942 i Europafilms studio i Sundbybergs stad samt i Simlångsdalen i Halland och Viken i Skåne. Den premiärvisades 26 december samma år på en rad biografer runt om i Sverige. Den var 104 minuter lång och barntillåten.

## Handling
Filmen handlar om Stinsen Carl Malm.

## Rollista
- Edvard Persson – Carl Malm, stinsen på Lyckås
- Barbro Kollberg – Inger, Malms fosterdotter
- Jullan Kindahl – fru Nilsson, hushållare till Malm
- Fritiof Billquist	– läkaren Sten Åkermark
- Harry Persson – Assarsson, handlare
- Egil Holmsen – John Berg, sjöman
- Edla Rothgardt – Kerstin Berg, Johns mor
- Benkt-Åke Benktsson – prosten
- Elvin Ottoson – järnvägsinspektör Bergfelt
- Algot Larsson – Karlsson, banvakt
- Mim Persson – syster Karin
- Ernst Eliasson – bilägare
- John Gullberg - stins

Ej krediterade
- Bengt Dalunde – fru Nilssons son
- Peggy Böckertz – fru Nilssons dotter
- Lillemor Böckertz – fru Nilssons dotter
- Maria Almquist – fru Nilssons dotter
- Lennart Strömberg – fru Nilssons son
- Mabel Strömberg – fru Nilssons dotter
- Bidde Gréen – fru Nilssons son
- Olga Hellquist – dam vid handelsboden
- Carin Swensson – kund i handelsboden
- Richard Svanström – gästgivaren vid grisstian
- Eric von Gegerfelt – medlem av järnvägsstyrelsen
- Harald Svensson – medlem av järnvägsstyrelsen
- Edvard Danielsson	– medlem av järnvägsstyrelsen
- Vally Rasmussen – prostens trotjänarinna
- Ida Svensson – kund i handelsboden
- May Linder – kund i handelsboden
- Erik Forslund – kund i handelsboden
- Edith Svensson – hans fru
- Max Linder – man som ska köpa biljett
- Artur Rolén – uppassare i restaurangvagnen
- Gunnel Wadner – gäst på kalaset
- Elsie Levin – gäst på kalaset
- Bertil Alwars – gäst på kalaset
- Carla Eck – gäst på kalaset
- Ove Rönn – violinist
- Gösta Hedén – trumslagare

Bortklippta
- Birgit Johannesson
- Bullan Weijden
- Per Björkman
- Johan Rosén – apotekaren
- Minna Larsson

## DVD
Filmen gavs ut på DVD 2016.

### Fotnoter
1. 1 2 3  ”Stinsen på Lyckås”. Svensk Filmdatabas. http://sfi.se/sv/svensk-filmdatabas/Item/?itemid=4006&type=MOVIE&iv=Basic&ref=/templates/SwedishFilmSearchResult.aspx?id%3d1225%26epslanguage%3dsv%26searchword%3dstinsen+p%C3%A5+lyck%C3%A5s%26type%3dMovieTitle%26match%3dBegin%26page%3d1%26prom%3dFalse. Läst 19 mars 2013.